# Südafrikanische Cricket-Nationalmannschaft in Pakistan in der Saison 1997/98
Die Tour der südafrikanischen Cricket-Nationalmannschaft nach Pakistan in der Saison 1997/98 fand vom 6. bis zum 27. Oktober 1997 statt. Die internationale Cricket-Tour war Bestandteil der Internationalen Cricket-Saison 1997/98 und umfasste drei Tests. Südafrika gewann die Serie 1–0.

## Vorgeschichte
Pakistan bestritt zuvor eine Tour gegen Indien, für Indien war es die erste Tour der Saison.
Das letzte Aufeinandertreffen der beiden Mannschaften bei einer Tour fand in der Saison 1994/95 in Südafrika statt.

## Stadien
Die folgenden Stadien wurden für die Tour als Austragungsort vorgesehen.
| Stadion                    | Stadt       | Kapazität | Spiele  |
| -------------------------- | ----------- | --------- | ------- |
| Iqbal Stadium              | Faisalabad  | 18.000    | 3. Test |
| Rawalpindi Cricket Stadium | Rawalpindi  | 25.000    | 1. Test |
| Sheikhupura Stadium        | Sheikhupura | 15.000    | 2. Test |

## Kaderlisten
Die folgenden Kader wurden von den Mannschaften benannt.
| Test | Test |
| Pakistan | Südafrika |
| --- | --- |
| - Saeed Anwar (K) - Aamer Sohail - Ali Hussain Rizvi - Ali Naqvi - Azhar Mahmood - Ijaz Ahmed - Inzamam-ul-Haq - Mohammad Ramzan - Mohammad Wasim - Moin Khan (wk) - Mushtaq Ahmed - Saqlain Mushtaq - Waqar Younis - Wasim Akram | - Hansie Cronje (K) - Paul Adams - Adam Bacher - Mark Boucher (wk) - Daryll Cullinan - Allan Donald - Jacques Kallis - Gary Kirsten - Lance Klusener - Brian McMillan - Shaun Pollock - Jonty Rhodes - David Richardson (wk) - Brett Schultz - Pat Symcox |

## Tests

### Erster Test in Rawalpindi
| 6. – 10. Oktober Scorecard | Rawalpindi | Pakistan 456 (162.5) & 182-6 (57.4) | – | Südafrika 403 (167.5) |
|                            |            | Remis                               |   |                       |

Pakistan gewann den Münzwurf und entschied sich als Schlagmannschaft zu beginnen. Als Spieler des Spiels wurde Azhar Mahmood ausgezeichnet.

### Zweiter Test in Sheikhupura
| 17. – 21. Oktober Scorecard | Sheikhupura | Südafrika 402 (115.3) | – | Pakistan 53-1 (17) |
|                             |             | Remis                 |   |                    |

Südafrika gewann den Münzwurf und entschied sich als Schlagmannschaft zu beginnen.

### Dritter Test in Faisalabad
| 24. – 27. Oktober Scorecard | Faisalabad | Südafrika 239 (68.4) & 214 (69) | – | Pakistan 308 (89.4) & 92 (37.3) |
|                             |            | Südafrika gewinnt mit 53 Runs   |   |                                 |

Südafrika gewann den Münzwurf und entschied sich als Schlagmannschaft zu beginnen. Als Spieler des Spiels wurde Pat Symcox ausgezeichnet.